# Betty Grableová
Elizabeth Ruth Grableová (18. prosince 1916 St. Louis – 2. července 1973 Los Angeles), byla americká herečka, zpěvačka a modelka.

## Život

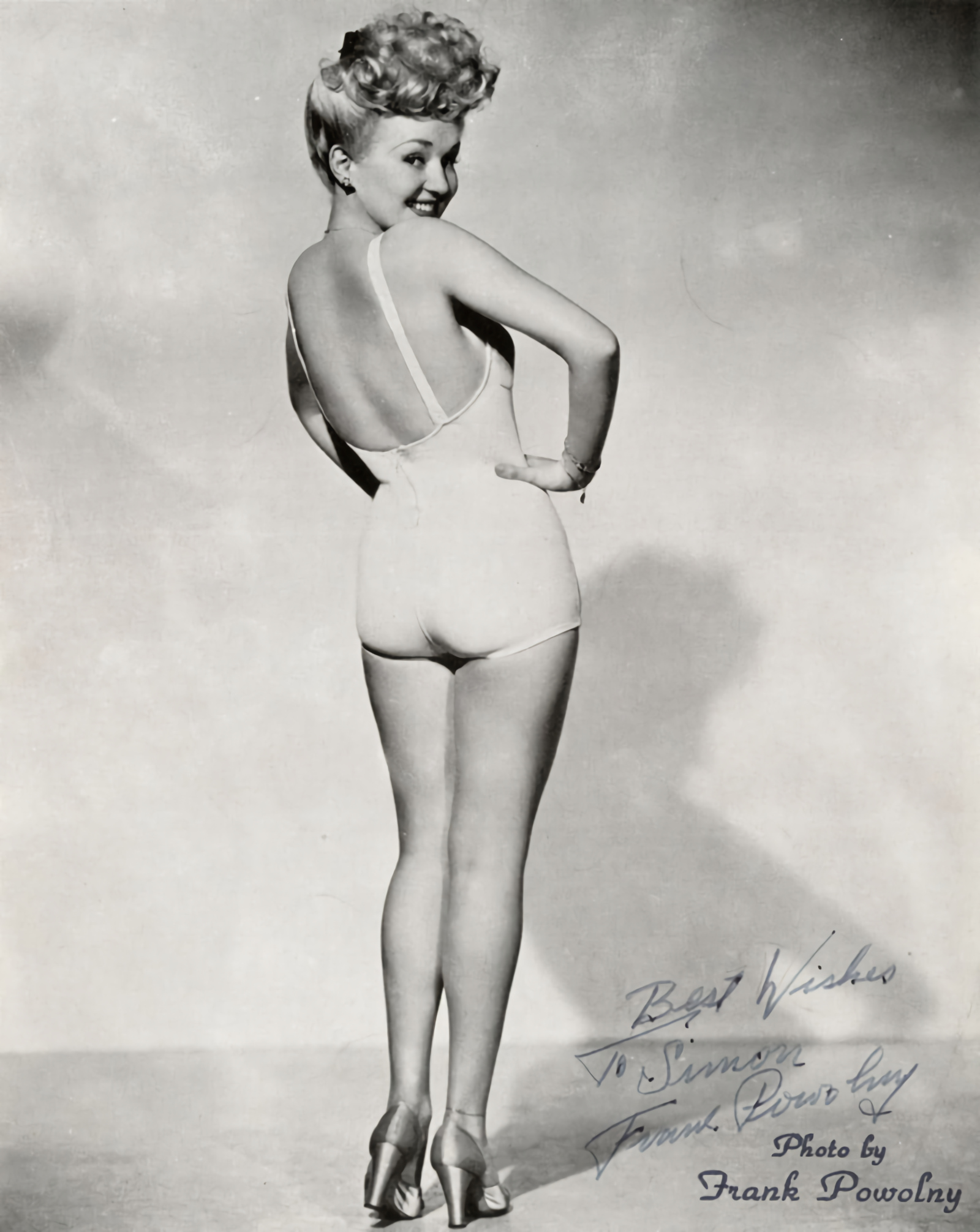
Nejznámější fotografie Betty Grableové (1943) se stala bestsellerem za druhé světové války.

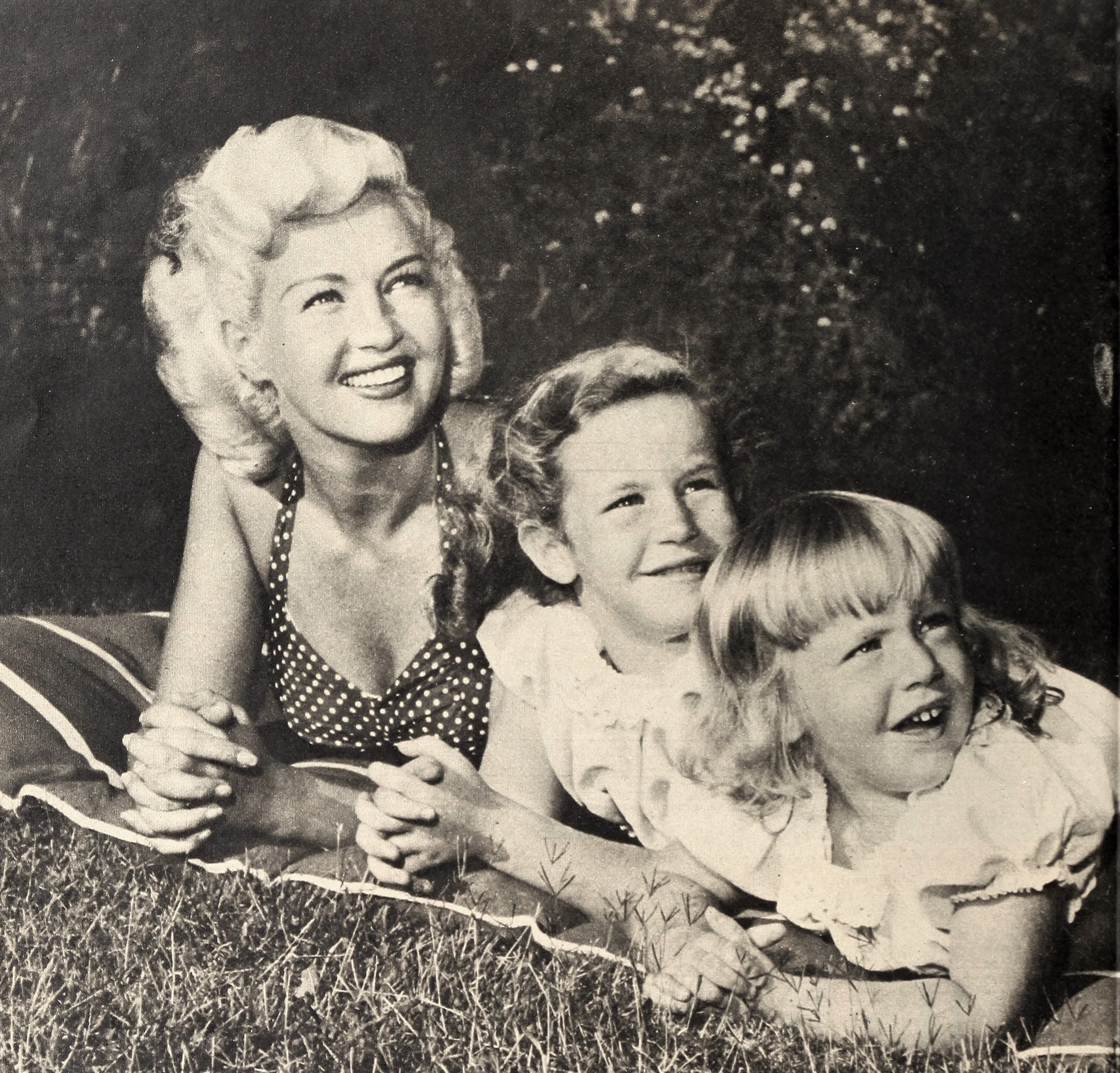
Betty Grableová se svými dcerami Victorií Elizabeth a Jessicou (1950)

Narodila se 18. prosince 1916 v St. Louis ve státě Missouri jako nejmladší ze tří dětí burzovního makléře Johna Conna Grablea a Lillian Roseové (rodným jménem Hofmannová). Matka jí v dětství přezdívala „Betty“ a naléhala na ni, aby se stala umělkyní. I přesto, že vyhrála několik místních soutěží krásy, trpěla strachem z davů i náměsíčností.
Krátce po krachu na newyorské burze v roce 1929 spolu s matkou odcestovala do Hollywoodu, aby zde studovala na Hollywood Professional School a Ernest Blecher Academy of Dance. V témže roce také debutovala jako zpěvačka ve filmu studia Fox Happy Days (1929), což jí přineslo další nabídky na minirole do filmů Let's Go Places (1930) a New Movietone Follies of 1930 (1930).
V roce 1930, ve svých 13 letech, podepsala smlouvu s producentem Samuelem Goldwynem a objevila se v mnoha malých rolích. O dva roky později podepsala další smlouvu, tentokrát s RKO Radio Pictures, ale první větší role přišly až s filmy Veselý rozvod (1934) a Námořníci jdou (1936).
Po čtyřech letech u RKO Pictures přešla do studia Paramount Pictures, avšak nadále byla publikem i kritiky spíše přehlížena (většinu pozornosti na sebe strhávala Judy Garlandová). Později ji studio začalo dosazovat aspoň do filmů zaměřených na vysoké školy, kde většinou v hlavní roli hrála naivní studentku (This Way Please (1937) a College Swing (1938)).
V roce 1939 se objevila po boku svého tehdejšího manžela v komedii Million Dollar Legs a jelikož se film nestal hitem, studio jí zrušilo smlouvu a Betty nezbylo než z Hollywoodu odejít. Ještě předtím však zkusila štěstí na Broadwayi a získala roli v muzikálu DuBarry Was a Lady. Tato hra okamžitě sklidila velký úspěch i u kritiků a z Betty se rázem stala nová hvězda.
V roce 1940 jí studio 20th Century Fox nabídlo dlouhodobou smlouvu a ihned ji obsadilo do hudebního drama Down Argentine Way (1940), které mělo velký kritický i kasovní úspěch. A mnoho kritiků ji dokonce prohlásilo za nástupce Alice Fayeové, která byla dosud nejoblíbenější filmová hvězda studia Fox.
Dalším jejím velmi úspěšným filmem se stalo válečné romantické drama Yank in the RAF (1941) následované ještě úspěšnějším krimi dramatem Budím se s křikem (1941). Betty ve své filmové kariéře stále stoupala výš a výš a během 2. světové války byla zároveň i jednou z předních pin-up girl.

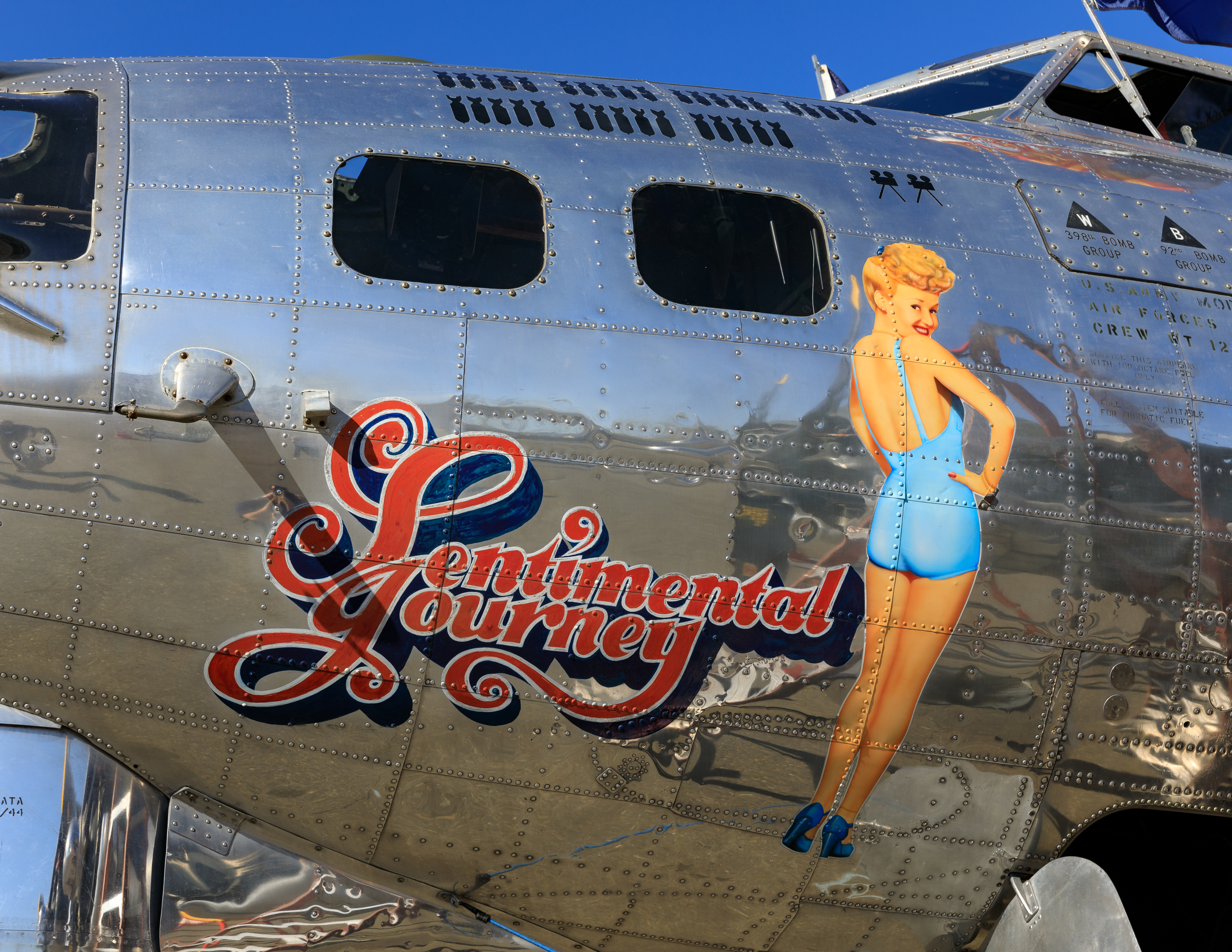
Malba Betty Grable na americkém bombardéru B-17.

V roce 1943 spolupracovala s fotografem Frankem Powolnym a jedna z jeho několika pořízených fotografií byla vydána jako plakát. Tato fotografie Betty v bílých plavkách se stala nejžádanější fotografií pro americké vojenské jednotky v zámoří a svou popularitou překonala i fotografie Rity Hayworthové z roku 1941.
Studio Fox se ji pokoušelo obsazovat i do náročnějších rolí, než dosud. Tomu se však Betty snažila vyhýbat, jelikož si nebyla svým talentem a schopnostmi natolik jistá a nechtěla hrát ani po boku známých předních herců. Nejvíce jí vyhovovalo hraní ve svižných a výstředních muzikálech jako doposud. Studiu se ji však podařilo obsadit alespoň do muzikálu Pin Up Girl (1944), který prodejnost a popularitu její fotografie ještě zvýšil.V té době už byla také poprvé těhotná a 3. března 1944 se jí narodila dcera Victoria Elizabeth Jamesová. V roce 1945 se vrátila zpět k Foxu a pokračovala ve své hvězdné kariéře dalšími muzikály jako Diamond Horseshoe (1945) a The Dolly Sisters (1945). The Dolly Sisters vynesly více než 4 miliony dolarů a staly se druhým nejvýdělečnějším filmem roku (hned za Leave Her to Heaven (1945)).
Po pěti letech neustálého natáčení si vzala Betty dlouhé volno a přemýšlela o konci kariéry. Studio Fox ji však zoufale potřebovalo, jelikož z jejích filmů, plynuly největší zisky. Betty se nakonec rozhodla ve své kariéře pokračovat a po dvou průměrných filmech natočila další velmi úspěšný muzikál Mother Wore Tights (1947).
Po poměrně neúspěšném filmu Dáma v hermelínu (1948), při kterém se rozhádala s režisérem Ottou Premingerem i s hlavním hercem Douglasem Fairbanksem Jr. a z natáčení málem odešla, se ihned vrhla na When My Baby Smiles at Me (1948), který se stal opět dalším trhákem. Do konce dekády si zahrála ještě v komediálním westernu The Beautiful Blond from Bashful Bend (1949), ten však u kritiků moc velký úspěch nesklidil.
Během let 1942–1951 se každým rokem umisťovala mezi deseti nejlépe placenými herečkami (v roce 1943 na 1. místě), ale i v oblíbenosti začínala pomalu klesat a studio Fox se začalo obávat, aby už Betty nebyla považována za passé. Po dalších velmi úspěšných hitech Wabash Avenue (1950) a My Blue Heaven (1950), se toho rozhodně nemuselo obávat. Betty se rázem opět vyhoupla v oblíbenosti na nejvyšší příčky (1. mezi herečkami a 4. celkově).
Po dalších dvou úspěšných filmech Call Me Sister (1951) a Meet Me After the Show (1951), ve kterých však hrát příliš nechtěla, začala v roce 1952 se studiem vyjednávat. Požadovala vyšší plat a možnost točit jen ty filmy, které bude chtít. Studio jí odmítlo vyhovět a přes její stávku ji brzy nahradili Marilyn Monroe.
Po roce se se studiem Fox neochotně usmířila a souhlasila s rolí v muzikálu The Farmer Takes a Wife (1953). Dále si zahrála ve filmu Jak si vzít milionáře (1953), společně s Marilyn Monroe a Lauren Bacallovou a snímek se stal ihned hitem a vynesl zhruba 8 milionů dolarů. Poté co Betty opět odmítla hlavní roli ve filmu Není nad showbyznys (1954), studio jí znovu přerušilo smlouvu a po více než 15 letech u studia Fox si zahrála ve filmu Three for the Show (1955) v cizí produkci.
Pro studio Fox se rozhodla natočit ještě jeden film (How to Be Very, Very Popular (1955)) a poté se pokusila vrátit divadelnímu herectví, avšak na Broadwayi už znovu neuspěla (roli v muzikálu Kluci a panenky získala Vivian Blaineová) a tím pádem se rozhodla oficiálně ukončit svou hereckou kariéru.
Dne 2. července 1973 zemřela na rakovinu plic ve věku 56 let.

## Filmografie (výběrová)
- 1939 Million Dollar Legs (režie Edward Dmytryk, Nick Grinde)
- 1940 Down Argentine Way (režie Irving Cummengs)
- 1941 Moon Over Miami (režie Walter Lang)
- 1941 A Yank in the R.A.F. (režie Henry King)
- 1941 Budím se s křikem (režie H. Bruce Humberstone)
- 1942 Springtime in the Rockies (režie Irving Cummengs)
- 1942 Song of the Islands (režie Walter Lang)
- 1942 Footlight Serenade (režie Gregory Ratoff)
- 1943 Coney Island (režie Walter Lang)
- 1944 Pin Up Girl (režie H. Bruce Humberstone)
- 1945 Diamond Horseshoe (režie George Seaton)
- 1945 The Dolly Sisters (režie Irving Cummengs)
- 1947 The Shocking Miss Pilgrim (režie Edmund Goulding, George Seaton)
- 1947 Mother Wore Tights (režie Walter Lang)
- 1948 Dáma v hermelínu (režie Otto Preminger, Ernst Lubitsch)
- 1948 When My Baby Smiles at Me (režie Walter Lang)
- 1949 The Beautiful Blond from Bashful Bend (režie Preston Sturges)
- 1950 Wabash Avenue (režie Henry Joster)
- 1950 My Blue Heaven (režie Henry Joster)
- 1951 Call Me Sister (režie Lloyd Bacon)
- 1951 Meet Me After the Show (režie Richard Sale)
- 1953 The Farmer Takes a Wife (režie Henry Levin)
- 1953 Jak si vzít milionáře (režie Jean Negulesco)
- 1955 Three for the Show (režie H.C. Potter)
- 1955 How to Be Very, Very Popular (režie Nunnally Johnson)